# American Antiquity
American Antiquity  es una revista  publicada por la Society for American Archaeology, una organización de arqueólogos profesionales de las Américas. La revista se considera el diario principal de la arqueología estadounidense.
American Antiquity es una publicación trimestral publicada en enero, abril, julio y octubre. Cada copia de la revista tiene alrededor de 200 páginas, con artículos que cubren temas como el método arqueológico, la ciencia arqueológica, las sociedades o civilizaciones precolombinas, el trabajo continuo en sitios arqueológicos y los informes provisionales de excavaciones. 
Desde la publicación del primer número de la revista relacionada Latin American Antiquity en 1990, los artículos de American Antiquity y los informes de excavación rara vez cubren el trabajo realizado en los países de América Latina.
Según informe de la propia revista, tiene un factor de impacto (2021) de 3,129.